# Стурскуг
Сту́рскуг (норв. Storskog, досл.: Большой лес) — населённый пункт в Норвегии (муниципалитет Сёр-Варангер), в котором расположен единственный регулярный автомобильный пункт пропуска на российско-норвежской границе, пришедший на смену закрытому в 1949 году после вступления Норвегии в НАТО КПП Скафферхуллет. С российской стороны пункт пропуска называется Борисоглебск.